# Història dels Territoris Palestins
|  | Aquest article tracta sobre la història dels Territoris Palestins des del 1948. Si cerqueu la història anterior de 1948, vegeu «Història d'Israel i Palestina». |

Els Territoris Palestins es trobaven originàriament al territori del Mandat britànic de Palestina. El 1948, després de la Guerra araboisraeliana, Cisjordània quedà en mans de Jordània i la Franja de Gaza en mans d'Egipte. Després de la Guerra dels Sis Dies de 1967, tots dos territoris van ser ocupats per l'exèrcit israelià.

## Mandat Britànic de Palestina
Després de la derrota de l'Imperi Otomà a la Primera Guerra Mundial, la Societat de Nacions va atorgar el Mandat sobre la regió de Palestina al Regne Unit, en la Conferència de San Remo (1920), celebrada a Itàlia. El territori a administrar incloïa tot el que és actualment Israel, Cisjordània amb Jerusalem Est, la Franja de Gaza i Jordània.
L'any 1943 un 6% de la superfície del Mandat britànic (que incloïa a l'actual Jordània), aproximadament 1.514.000 dunams, era propietat jueva. El 1945, el yishuv tenia 579.000 habitants, el 31,5% de la població palestina, «un petit però sòlid quasi-estat». El 1946, la major part del Mandat Britànic de Palestina (uns 90.000 quilòmetres quadrats a l'est del riu Jordà, el 77% del territori total de la regió) va ser destinada a la creació de l'entitat àrab de Transjordània. El 1947 l'ONU va aprovar el Pla de Partició de Palestina, que proposava la seva divisió en dos estats, un d'àrab i un altre jueu, atorgant aproximadament la meitat de la terra a cada un. A la comunitat jueva, amb al voltant d'un 30% de la població, li adjudicava el 55% del territori (tot i que el 45% corresponia al desert del Nègueb), i a l'àrab, amb el 67% de la població, el 45% restant. La divisió establia dos estats trossejats en porcions tot just unides: sense homogeneïtat territorial i en el cas jueu amb el 50% de població àrab, va deixar disconformes a ambdues parts.
No obstant això, en opinió de Fraser (2004) «l'opinió del sionisme des del 1937 sobre la partició no havia estat consistent, alguns veient la partició com l'única manera d'aconseguir la construcció del seu Estat, altres considerant-la una traïció al somni sionista». En qualsevol cas, els jueus van acceptar el Pla i els àrabs el van rebutjar de ple.

## Guerra araboisraeliana de 1948
El 1948 va finalitzar el Mandat Britànic de Palestina, i immediatament després David Ben-Gurion va proclamar l'Estat d'Israel al territori assignat per l'ONU un any abans, amb l'oposició àrab a aquest Pla. Segons Martin Gilbert, David Ben-Gurion va dir a Auni Abdul Hadi, polític àrab anterior al 1948:
| « | El nostre objectiu final és la independència del poble jueu a Palestina, a banda i banda del Jordà, no com una minoria sinó com una comunitat de diversos milions. Al meu entendre, és possible crear en un període de quaranta anys, si s'inclou Transjordània, una comunitat de quatre milions de jueus a més de la comunitat àrab de dos milions. (Martin Gilbert) | » |

Els cinc estats àrabs veïns (Líban, Síria, Jordània, Iraq i Egipte) van apostar per la destrucció del novell estat jueu i el van envair l'endemà de la seva proclamació, el que va desembocar en la Guerra araboisraeliana de 1948. En la guerra intermitent que va tenir lloc durant els següents 15 mesos (amb diverses treves promogudes per l'ONU), Israel va adquirir un 26% addicional del territori de l'antic Mandat, mentre que Transjordània i Egipte van ocupar la part restant destinada per l'ONU a l'Estat àrabopalestí: Egipte va ocupar Gaza i Transjordania es va annexionar Cisjordània i Jerusalem Est, canviant la denominació del país a la de Jordània. El 1949 es va aconseguir un armistici entre Israel i els països àrabs plasmat en la Línia Verda, i que va ser acceptat per la comunitat internacional.
La guerra va provocar milers de desplaçats en ambdós sentits: entre 600.000 i 800.000 àrabs de la zona israeliana van ser obligats a desplaçar-se a les veïnes Gaza i Cisjordània, i també a altres països àrabs més allunyats, donant origen al problema dels refugiats palestins, que encara avui perdura. Les Nacions Unides donen com a xifra oficial 726.000 persones, encara que segons la terminologia de la mateixa ONU, només un terç són tècnicament refugiats, la resta, els que es van instal·lar a Gaza i Cisjordània, són desplaçats dins del propi país. A la zona israeliana van quedar 100.000 àrabs, que van adquirir la nacionalitat israeliana. En forma paral·lela, la població jueva que habitava en països àrabs (molts des d'abans que aquestes terres fossin arabitzades i islamitzades), es va veure obligada a emigrar en els anys següents. Només durant la dècada de 1950, 600.000 jueus orientals, una xifra equivalent a la de refugiats palestins, van fugir o van ser expulsats dels territoris àrabs i es van refugiar a Israel, on van obtenir la ciutadania israeliana gràcies a l'anomenada llei del retorn.

## Creació de l'OAP
El 1964 es funda a Jerusalem l'Organització per a l'Alliberament de Palestina (OAP), que des del 1969 seria controlada per l'organització Al-Fatah, dirigida per Iàsser Arafat. En els seus estatuts fundacionals, en l'article 24, l'OAP va declarar no reclamar cap sobirania sobre el territori de Cisjordània, "pertanyent al regne Haiximita de Jordània" i la Franja de Gaza. Postura que canvia radicalment en els plantejaments posteriors a l'ocupació israeliana de 1967. Fins llavors, els àrabs no es deien a si mateixos palestins, sinó jordans o àrabs, i va ser el naixement de l'OAP el que va desembocar en la reivindicació d'una Nació Palestina sobirana (el 1956, Ahmed Chuqueiri, futur president de l'OAP, afirmava «que Palestina no és més que Síria del sud».). L'any 1974 l'OAP seria reconeguda per l'Assemblea General de les Nacions Unides com la representant del poble àrab palestí.
Alguns palestins es definien com a part d'una gran nació panàrab, adherint-se a la ideologia baassista. En aquest sentit l'any 1977 Zuheir Mohsen, líder de la facció prosiriana de l'OAP es-Saiqa, fundada pel partit Baas, i destacat membre del partit Baas a Síria, va comentar en una entrevista al diari holandès Trouw: 
| « | No hi ha un poble palestí. La creació d'un estat palestí és un mitjà a favor de la continuïtat de la nostra lluita contra Israel i a favor de la unitat àrab... Però en realitat no hi ha cap diferència entre els jordans i els palestins, els sirians i els libanesos. Tots nosaltres formem part del poble àrab. Només per raons polítiques i tàctiques parlem de l'existència d'una identitat palestina, ja que està en l'interès nacional dels àrabs el fet d'oposar al sionisme una existència separada dels jordans. Per raons tàctiques, Jordània que és un estat amb fronteres fixes, no pot reclamar Haifa i Jaffa. Jo com a palestí, per contra, puc reclamar Haifa, Jaffa, Beersheba i Jerusalem. Però quan s'hagin restablert els nostres drets per la totalitat de Palestina, no esperarem un minut més per a la unificació de Jordània i Palestina. | » |

En aquesta terra vivien àrabs que majoritàriament provenien de Síria i Jordània, però també jueus. En aquest sentit, també els jueus són palestins. Per això en el seu temps la Primera Ministra Golda Meir va dir: "Jo també sóc palestina." 
També va ser Golda Meir qui va dir: "Tot just podrem tenir pau amb els àrabs, quan aquests estimin més als seus fills del que ens odien a nosaltres."

## Guerra dels Sis Dies

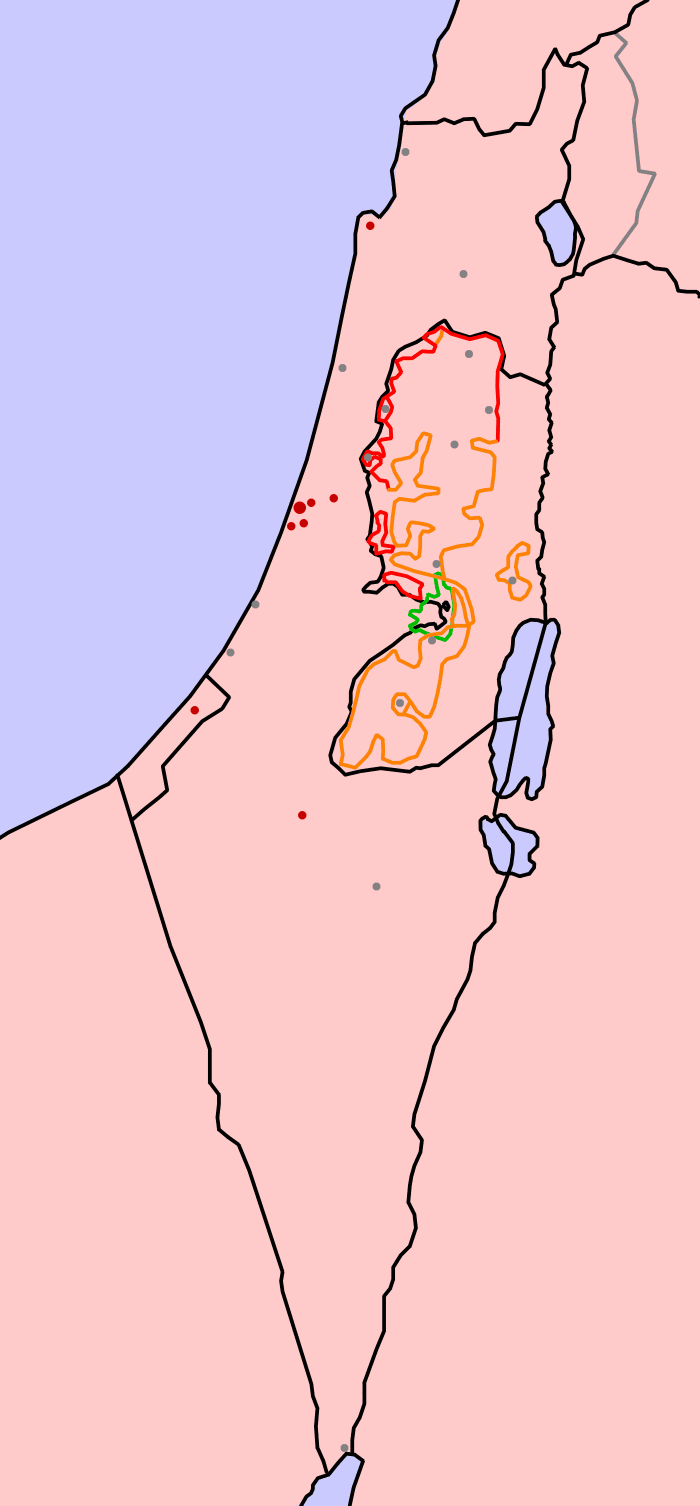
Mapa de la regió (2004).

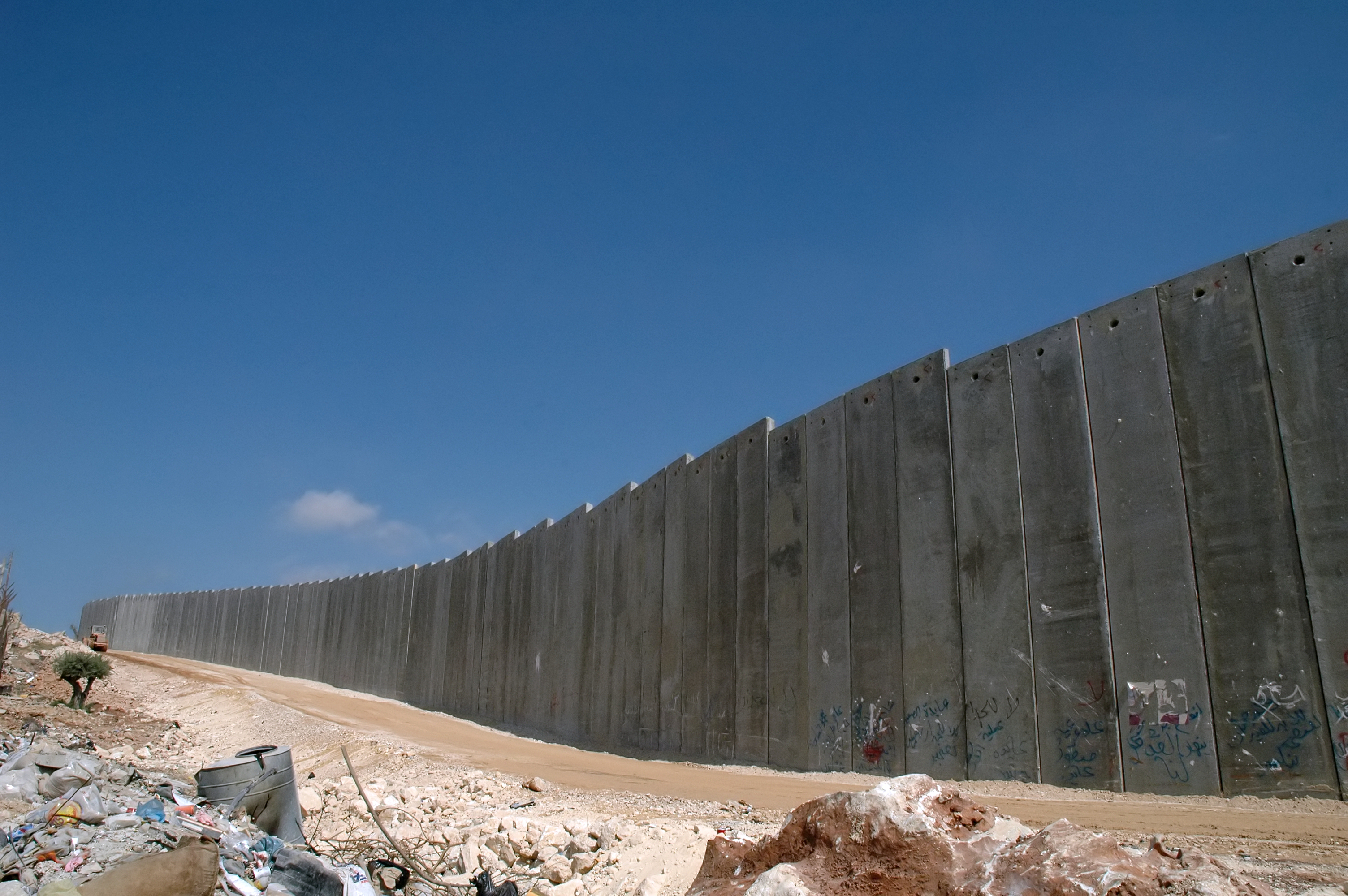
Mur de Cisjordània, una de les fites de l'ocupació israeliana.

Durant la Guerra dels Sis Dies de l'any 1967 Israel conquesta la Franja de Gaza a Egipte, i Cisjordània i Jerusalem Est a Jordània, que prèviament havia annexionat aquest territori (sent reconeguda l'annexió pel Pakistan i el Regne Unit), juntament amb els territoris sirians dels Alts del Golan i la península egípcia del Sinaí.
Egipte va renunciar a les seves demandes sobre la Franja de Gaza l'any 1979, mentre que Jordània va fer el mateix amb Cisjordània el 1988. Com a resultat, un tractat de pau es va signar el 26 de març del 1979 entre Egipte i Israel, i un tractat de pau israeliana-jordà es va concloure el 26 d'octubre del 1994. Sent aquests dos països els primers a signar la pau amb el seu veí i reconeixent a Israel com a país sobirà.
Des del 1967 Cisjordània i la Franja de Gaza es troben sota ocupació militar israeliana, després de la Guerra dels Sis Dies, mentre que Jerusalem Est va ser annexada per Israel alhora que es reunificava tota la ciutat proclaman-la capital indivisible de l'estat d'Israel mitjançant la Llei de Jerusalem.

## Proclamació de l'estat de Palestina i processos de pau
El 15 de novembre de 1988 Iàsser Arafat, líder de l'OAP, va dur a terme la Declaració d'independència de l'estat de Palestina, en un acte que es va considerar simbòlic per no exercir control la seva organització sobre cap territori.
El 1991, en la Conferència de Pau de Madrid, van començar les negociacions de pau que haurien d'haver culminat amb la creació d'un estat àrab a la Franja de Gaza i a part de Cisjordània. Les negociacions van portar als Acords d'Oslo del 1993, a partir dels quals Israel va començar una lenta retirada dels territoris ocupats, bàsicament dels centres de població, transferint la responsabilitat a l'Autoritat Palestina.
El lent avanç del procés de pau es va veure frenat l'any 2000, amb l'eclosió de la segona Intifada, just en el moment en què les posicions negociadores d'Israel havien aconseguit el seu màxim històric. En els mitjans israelians predomina la versió que atribueix el començament d'aquesta Intifada a la negativa del líder palestí, Iàsser Arafat, d'acceptar la proposta del primer ministre israelià, Ehud Barak, que oferia el 95% dels territoris en disputa, encara que les fonts palestines i els analistes dels mitjans de comunicació internacionals van atribuir l'origen de la revolta que Ariel Xaron, al costat de centenars de policies, visités la zona exterior de la Cúpula de la Roca i la mesquita d'Al-Aqsa de Jerusalem, cosa que va ser considerat pels palestins com una provocació (malgrat haver estat acceptada pel cap de seguretat palestina a Cisjordània, Jibril Rajub). Una comissió internacional gestionada per l'ONU i encarregada per les parts, la Comissió Mitchell, va determinar que «la visita de Xaron no va causar la Intifada Al Aqsa». L'any 2005 el govern d'Israel va promoure la retirada del seu exèrcit i el desallotjament de vuit mil israelians després desmantellar totes les colònies jueves de la franja de Gaza i quatre de Cisjordània, mesura coneguda com el Pla de retirada unilateral israeliana i que es va completar al setembre del 2005.

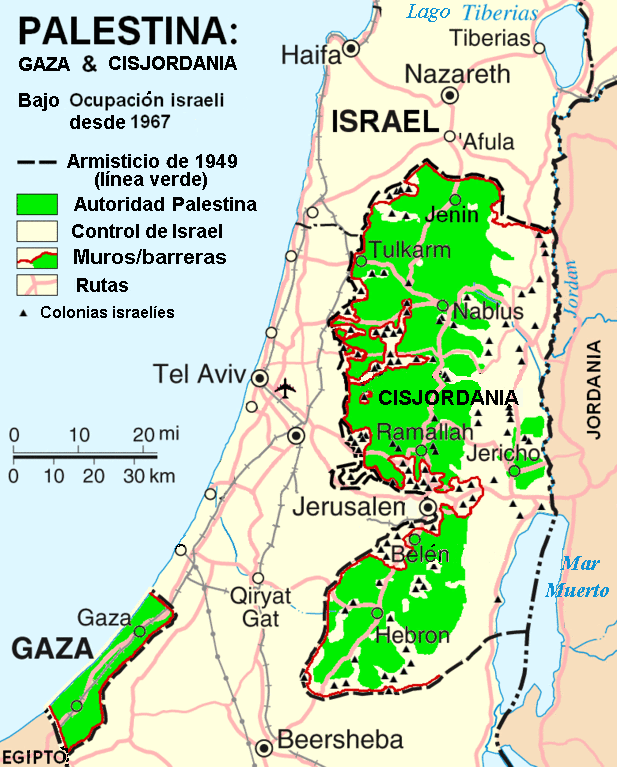
Mapa dels territoris palestins.

## El camí cap al reconeixement
Els palestins no disposen de facto d'una sobirania real. Encara els falten, en part, algunes estructures d'estat o no estan completament desenvolupades (per exemple, no disposen d'exèrcit). Els territoris palestins estan controlats majoritàriament per l'exèrcit israelià. Malgrat que existeixen organismes policials i de seguretat, no estan dotats dels recursos adequats ni tenen la formació adequada. Durant la Segona Intifada, Israel els retirà la major part de l'armament, ja que alguns membres d'aquestes forces havien participat en les accions violentes. Una altra de les causes de la ineficiència d'aquests cossos és que Iàssir Arafat va haver de situar molts familiars i amics en els òrgans de control per tal que tots quedessin sota el seu control personal. En aquest sentit, Mahmud Abbas ha introduït reformes per aconseguir unes estructures més eficients.
L'Organització per a l'Alliberament de Palestina (OAP), i no l'ANP, té des del 1974 l'estatus d'observador a les Nacions Unides (Acord de l'Assemblea General 3237). Des de juliol de 1998, els representants palestins tenen el dret de participar en els debats de l'ONU.
Palestina és un dels estats fundadors de l'Organització de la Conferència Islàmica i hi és reconegut com a membre de ple dret. Palestina també és membre de la Lliga Àrab.
Iàssir Arafat proclamà l'estat palestí el 14 de novembre de 1988 a Alger, que fou reconegut per uns cent països, entre els quals tots els del bloc comunista i els estats no alineats.
Amb els acords d'Oslo els palestins van aconseguir l'estatut d'autonomia actual, que hauria de precedir la creació d'un estat palestí viable. Quines zones de Cisjordània haurien, a més de les que ja actualment gaudeixen d'autonomia, pertànyer a aquest futur estat és una de les qüestions principals del conflicte araboisraelià. Els àrabs voldrien incloure-hi tota Cisjordània incloent-hi Jerusalem Est, mentre que la majoria de dirigents israelians pretenen mantenir la majoria, si no totes, de les colònies.